# Los Ocotes, Guerrero
Los Ocotes är en ort i Mexiko.   Den ligger i kommunen General Heliodoro Castillo och delstaten Guerrero, i den södra delen av landet, 200 km sydväst om huvudstaden Mexico City. Los Ocotes ligger 1 474 meter över havet och antalet invånare är 246.
Terrängen runt Los Ocotes är kuperad norrut, men söderut är den bergig. Runt Los Ocotes är det ganska glesbefolkat, med 21 invånare per kvadratkilometer. Närmaste större samhälle är Tlacotepec, 5,1 km sydost om Los Ocotes. I omgivningarna runt Los Ocotes växer huvudsakligen savannskog.